# Phytoliriomyza pittosporocaulis
Phytoliriomyza pittosporocaulis är en tvåvingeart som beskrevs av Erich Martin Hering 1962. Phytoliriomyza pittosporocaulis ingår i släktet Phytoliriomyza och familjen minerarflugor. Inga underarter finns listade i Catalogue of Life.